# Ju Sang-jeom
Ju Sang-jeom (kor. 주 상점, ur. 15 września 1926, zm. w 1981 w stanie Nowy Jork) – południowokoreański pięściarz, uczestnik igrzysk olimpijskich w 1952 w Helsinkach.
Na igrzyskach wziął udział w turnieju w wadze lekkiej, w pierwszej walce przegrał 0:3 z reprezentantem Austrii Leopoldem Potesilem. Na igrzyskach olimpijskich w 1960 w Rzymie, 1964 w Tokio i 1968 w Meksyku był sędzią bokserskim.